# Croton megalocarpus
Croton megalocarpus là một loài thực vật có hoa trong họ Đại kích. Loài này được Hutch. mô tả khoa học đầu tiên năm 1912.

## Hình ảnh

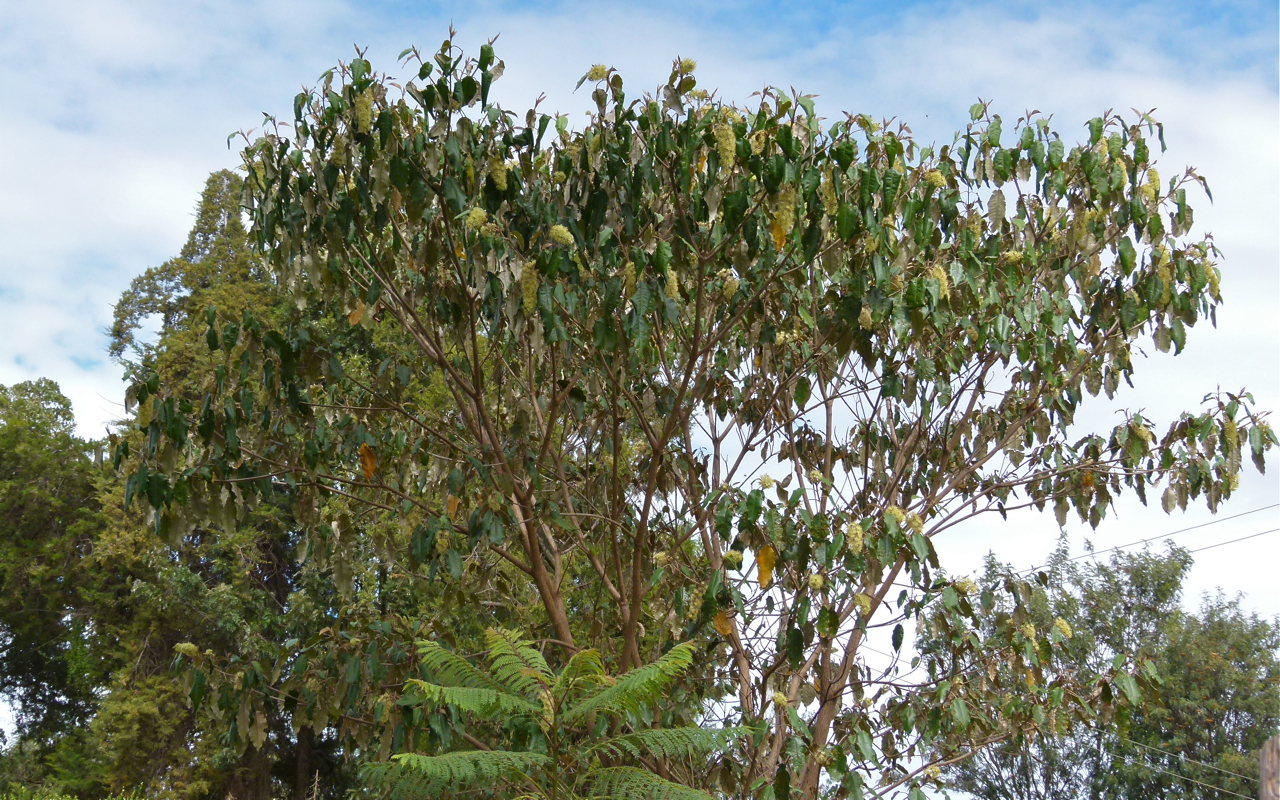
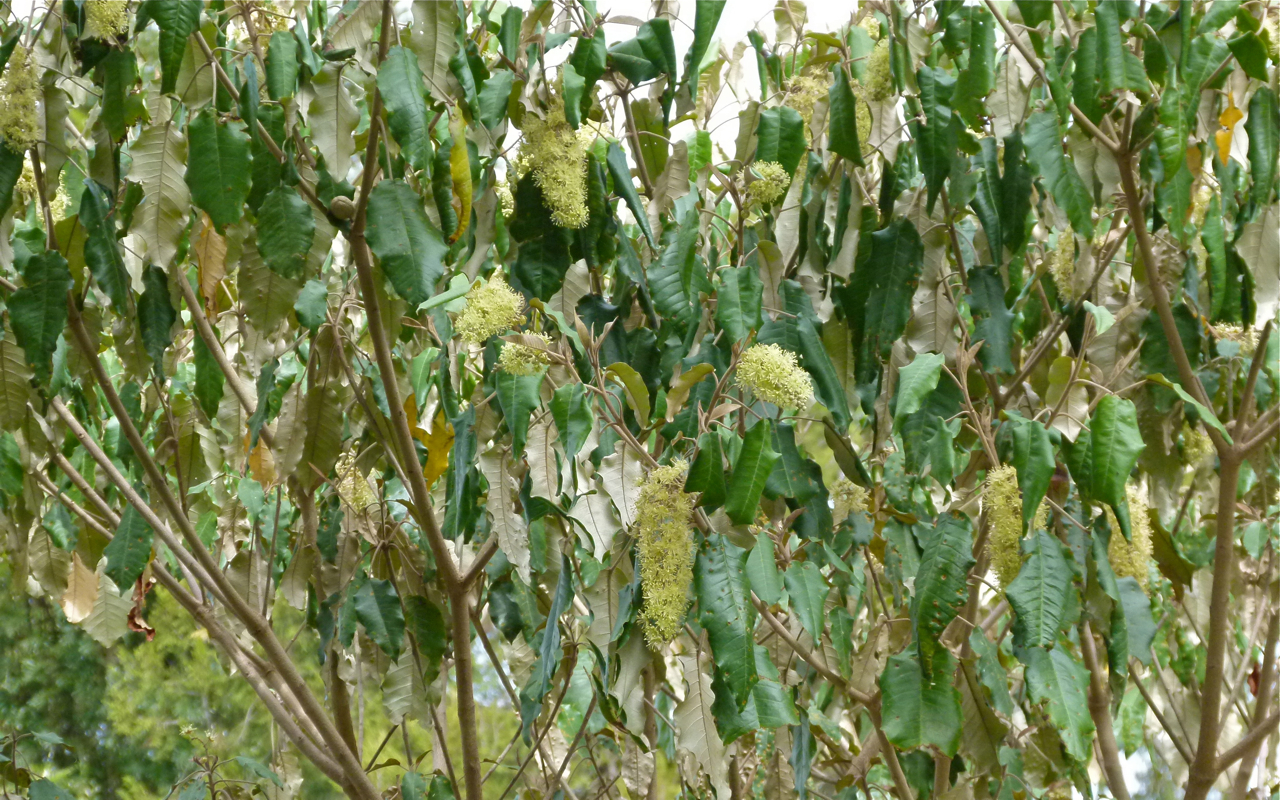